# Šteniče
Šteniče (nemško: Tentschach) je najsevernejši, podeželski del koroške deželne prestolnice Celovec in hkrati ime katastrske občine s šifro 72183 ter ime nekdanje graščine. V središču območja severno od Golovice pri Celovcu (nemško  Wölfnitz) oziroma posesti Pitzelstätten leži grad Šteniče (Tentschach).

## Geografija
Podeželje s polji, travniki in gozdovi v hriboviti pokrajini z nekaj razpršenimi naselji leži severno od Golovice pri Celovcu (nem. Wölfnitza), 14. okraj občine Celovec (šifra 20101). Sosednje katastrske občine so St. Peter pri Šteničah (72174) na severovzhodu, Nagra (72146) na vzhodu, Großponfeld (72116) na jugu, Großbuch (72114) na zahodu in Kleinbuch (72128) na severozahodu.
Šteniče se nahajajo na nadmorski višini približno 500 m (obrobje Pitzelstätten) do 650 m. Višje gore, kot je Štenička gora (710 m) in Šenturška gora (1022 m) ne spadajo več v katastrsko občino. Glinska dolinska cesta (Glantalstraße) delno meji na območje na zahodu. Zgodovinsko jedro katastrske občine je gospostvo Šteniče. Na dražbi posesti, ki je pripadala Fideicommiß Pavla barona Kaisersteinskega leta 1886, je bilo govora o pretežno združeni lastnini 320 joh (182 ha) s 113 joh (65 ha) visokega gozda in lastnih pravic do lova. Ozemlje Štenič je bilo v zgodnjem srednjem veku verjetno veliko večje. Po legendi je bila v tleh Novega trga med Lindwurmom in » Palačo Rosenberg «, današnjo mestno hišo, kamnita plošča, ki je označevala »mejo nekdanje divjine Štenič«, tj. lovišča. Tudi v 16. stoletju so bile na tem območju še volčje jame.

## Zgodovina

### Zgodnja doba
Na Spodnjem Koroškem so arheološke najdbe iz predrimske železne dobe ( Vzhodni Hallstatt District ).
Od okoli leta 200 pred našim štetjem je območje pripadalo plemenskemu območju Ambidravov, »ljudi, ki so živeli na obeh straneh Drave«, kar je bilo rimsko ime za noriško prebivalstvo, ki se je tu naselilo.

### Rimski časi
Sledi iz rimskih časov je mogoče najti na številnih območjih okoli Štenič. Najbolj osupljiv arheološki spomenik v Šteničah je stari rimski kamnolom blizu kmeta Heidacherja. To je bil najbližji kamnolom marmorja glede na oddaljenost od rimskega mesta Virunum (približno 20 km). Tiffen, Sattendorf, Treffen ali Gummern so veliko dlje. Podijski tempelj v mestu na Magdalensbergu je zgrajen iz blokov rumenega marmorja iz Štenič. Tamkajšnji beli bloki prihajajo iz Gummerna. Spodnji nivo kamnoloma marmorja Šteniče je bil še okoli leta 1905 izkoriščen za gradnjo karavanške železnice. Datacijo kamnoloma sta omogočila rimski skalni napis in rimsko železno kamnolomsko orodje.  Najzgodnejša znana lastniška družina bi lahko bila Bottier, družina, katere nagrobnike lahko najdemo v zunanji steni cerkve Großbuch in gradu Šteniče. Leta 1880 so pod koreninami drevesa v rimskem kamnolomu našli lonec z več kot sto srebrniki in zlatniki iz časa Vespazijana do Marka Antonija, nekaj jih je pridobilo Koroško zgodovinsko društvo . Večji del je postal zasebna last in je izgubljen.
Leta 1948 so na severni strani gradu našli kamnito kad, ki je ni bilo mogoče natančneje datirati.  Poleg tega so okoli leta 1950 na grajskem zelenjavnem vrtu našli starodavno kamnito posodo, ki bi lahko služila kot možnar. Na južnem pobočju gradu, na hodniku dvanajstih apostolov okoli 60 m pod teraso, na kateri stoji grad, stojita dve kamniti klopi, verjetno sestavljeni iz ostankov starodavne stavbe.

### Karantanija
V pozni antiki in obdobju preseljevanja narodov so se poselitvena območja ponovno skrčila in postala bolj divja. Za karantansko obdobje se domneva, da so bile poseljene le ugodne lege na območju stare poselitve,  kamor nedvomno sodi tudi okolica Štenič. Slovanska kneževina Karantanija, ki je nastala v 7. stoletju, je okoli leta 740 prišla pod bavarsko-frankovsko oblast in postala del Svetega nemškega cesarstva. Po večkratnih uporih Karantancev proti Bavarcem se je okoli leta 800 dalje »nemški vpliv povečal in začela se je preobrazba razmer v nemškem smislu«. Šteniče je slovensko imenovanje kraja Tentschach. Leta 1236 se je kraj imenoval Stenzach, leta 1284 Tentsach, kar pomeni nekako »vas na steni«, na »skalni steni« pa verjetno rimski kamnolom. Po Kranzmayerju je ime kraja prišlo v nemščino okoli leta 1050, v času, ko se je namesto tujega končnega poudarka še uporabljal starovisokonemški prvi poudarek, a je bil novi glas (t)sch že znan.
Medtem ko so plemiški posestniki od 13. stoletja uporabljali nemški jezik, se je raba slovenskega jezika med podložniki nadaljevala vse do 20. stoletja. V »statistično-topografskem opisu dežele Koroške« iz leta 1844 je bil » windish «, to je slovenski jezik, prevladujoč na območjih Štenič, Žalma (Seltenheima), Mageregg ali Možberka in Gospe Svete.

### Lastnik gospostva v 13. stoletju
Noben posestnik iz karantanskega obdobja ni poimensko znan. Družina Štenišnih se omenja med letoma 1248 in 1415. Dva člana krškega stolnega kapitlja, Friderik iz Štenič ali Šteničar in Janez Šteničar, sta verjetno pripadala družini. Iz leta 1351 obstaja ustanovitveno pismo Karata in Ernholdta iz Štenič za dnevno sveto mašo tam. Leta 1356 je Engelein iz Štenič naveden kot dolžnika Judov Moša in Hatčima. Tudi v 14. stoletju je znan Fritzlein Gressinch iz Krnskega gradu, brat Wegantsa iz Štenič, enkrat imenovan tudi von Karnpurgk. Zdi se, da je obstajala tesna povezava med Šteničami in Karnskim gradom, saj je že v času terezijanskega frančiškansega katastra obstajala Šteniška fundacija v lokalni cerkvi sv. Petra. Grad Šteniče (Tentschach) je bil zgrajen v 16. stoletju namesto gradu iz 13. stol. na verjetno zelo stari poselitvi na strateško dobri lokaciji na hribu. Po Hieronimu Megiserju je grad tedaj pripadal Gressingom, Rubenbergerjem, Geram in Pibriacherjem. Zadnji Šteniški Gressing, vitez Weygand, čigar rodbinski grad je bil v Ponfeldu v bližini današnjega Größinghofa, se omenja leta 1326.
Okoli leta 1480 je gospostvo prišlo v last Wullross iz Notranjega Wimitza. Leta 1506 je bil Moric Rumpf gospodar Štenič. Leta 1515 ga je nasledil Viljem Rumpf iz Wullroß, prvi celovški gradiščan. Na dvoru cesarja Ferdinanda I. je naredil kariero komornika. Njegov sin Wolf(gang) Siegmund Rumpf vom Wullroß (1536–1606) je nato postal glavni komornik in glavni oskrbnik ter tako eden najvplivnejših mož na dvoru cesarja Rudolfa II. Ohranjen je originalni urbarij gospostva Morica Rumpfa iz leta 1569  Leta 1533 je bilo več podložnikov Štenič prodanih Albertu Mosheimbu in leta 1607 Adamu Zuckhmantelu. Z izumrtjem rodbine Wullroß je gospostvo prešlo na rodbino Pibriach zu Biberstein iz Himmelberga. Ti so okoli leta 1570 dali grad razširiti v palačo in ga leta 1582 prodali Ivanu Pruggmayerju, družini, ki je pripadala koroškim starim stanovom. Ivan Pruggmayer starejši je bil s poroko z Gertrud Rumpf povezan z družino Neumann iz Wasserleonburga. Od leta 1686 je bil lastnik posestva Jurij Friderik Pruggmayer iz Štenič po sodnem sporu s samostanom Viktring zaradi dediščine Žige Pruggmayerja.  Leta 1689 je gospostvo prešlo iz rodbine Pruggmayer na grofe Attemse.

#### Družina Kaisersteinskih
Urbar iz leta 1693 kot lastnika navaja deželnega upravitelja Janeza Viljema grofa Attemsa. Nekaj mesecev pozneje, 17. decembra 1693, je posest pripadla Karlu Ludwigu Kliesu, proštu na Tinjah, ta pa je posest predal Klemensu Ferdinandu baronu Kaisersteinskemu. Vendar pa je med naslovi grofa Attemsa leta 1705 še vedno naveden »gospod Šteniški (Tentschacha)«. Šteniče je bil eno izmed mnogih posestev figejkomisa Kayserstein. Leta 1699 je Klemens kupil tudi gospostvo Aichelberg pri Wernbergu in bil gospodar Steierberga ter posestva Kleinreideben (Roggenhof) v Labotski dolini. Poleg tega so bila še druga posestva na Štajerskem, urada Motnica in St. Leonhard, hiša v Celovcu in svobodna hiša na Dunaju. Okoli leta 1725 se zdi, da je bilo Šteniče spet naprodaj, saj je Vetrinjski opat prosil cesarja za dovoljenje za lastništvo posesti, ki je bila ocenjena na 31.000 goldinarjev, in ga tudi prejel. Leta 1733 sta posesti Šteniče in Kleinreideben dedno prešli na rod Innerstein iz družine Kaisersteinskih.  Leta 1758 se je približno enako velika posest Kleinreideben ločila od Štenič. V obdobju pred Francisejsko zemljiško reformo  (na Koroškem 1826 do 1829) ni bilo veljavnih površinskih podatkov. Kot nekakšna standardna vrednost je kot nadomestilo služilo in kot osnova za obdavčitev zemlje, ki je za rženo kmetijo znašala 72 funtov, 7 šilingov in 21 penijev. Ocena za druge davke je bilo 30 Hub in 6½ v fevdu. Do leta 1801 so bila gospostva Šteniče, Kleinreideben, Steuerberg in njihova dunajska svobodna hiša ponovno združena pod lastništvom koroškega Kaisersteina. Kaiserstein Fideicommisshaus, »ogromna, gigantska stavba« na Bräunerstrasse na vogalu Dorotheergasse  na Dunaju, je veljala za zelo donosen vir denarja. V tem času je bil grad Šteniče uporabljen le kot drugi dom poleti, saj so ljudje raje živeli na gradu Krastowitz .  Zadnji moški Šteniški Kaiserstein je bil Janez Nepomuk (1800–1848). Po Janezovi smrti leta 1827 je prevzel upravo zadolženega fidejkomisa.  Prodal je Kleinreideben in bil edini, ki je v Šteničah živel vse leto in gradu ni uporabljal le kot poletno rezidenco. Ni dočakal osvoboditve kmetov izpod dednega tlačanstva, konca »vladavine«.

#### Družina Göschen
Janezova sestra brez otrok, Filipina (1789–1855), ni bila njegova neposredna dedinja. Njena druga zakonska zveza je bila z Joahimom Göschenom (1791–1855) iz Leipziga, čigar domovina prednikov je bila nekoč v Göschenenu v Švici. Njen sin je bil heraldist Oskar Göschen (1824–1900). Leta 1848 je Šteniče pripadlo nazaj k dunajski liniji Kaisersteinov s tedanjim poglavarjem Francom Jožefom III. (1792–1873).  V mladosti je živel v svojem gradu Hexenagger na Bavarskem, ki ga je leta 1830 prodal in kupil posestvo v Sooßu (Spodnja Avstrija). Bil je tudi lastnik posestva Starkstadt v okraju Königgrätz. Bil je poročen z Marijo Leopoldino  Bartensteinsko, ki je družini prinesla gospostvo Raabs an der Thaya v Spodnji Avstriji. Družina je poleti živela v Šteničah, pozimi pa v Raabsu. Franz je umrl kot komornik in s činom stotnika. Njegov sin Karl (1824–1902) je bil kot podmaršal v Olomoucu bolj usmerjen v severne posesti. Okoli leta 1876 so iskali najemnika za grad Šteniče. Takrat so bile na voljo tudi relativno velike kmetijske površine za zakup. Okoli leta 1886 je bilo narejenih več poskusov, da bi posestvo prostovoljno prodali na dražbi prek sodišč. Očitno so se nato znotraj družine dogovorili za prenos. V zadnjem desetletju 19. stoletju je bil lastnik posesti Šteniče major Oskar Göschenski. Umrl je leta 1900 in je pokopan v Krastowitzu. Oskarjev dedič je bil sir Eduard Göschen, ki je bil okoli leta 1906 angleški veleposlanik na dunajskem dvoru. V tem času je Koroško v dveh poletjih za nekaj dni obiskal angleški kralj Edvard VII.  Na gradu so občasno potekale manjše prenove. Sir Goschen je dal staro stavbo posestva preurediti v kopališče z novim vodovodom.
Med prvo svetovno vojno je bilo Šteniče zaplenjeno. Kot last nekdanjega britanskega veleposlanika v Berlinu, lorda Goschena, je bila razvrščena kot sovražnikova last. Na južnem pobočju gradu so zgradili veliko bivalno dvorano, »v kateri so bili lahko bolniki popolnoma izpostavljeni sončnim žarkom«. V pljučnem zdravilišču Rdečega križa je bilo prostora za okoli 80 vojakov s pljučnimi boleznimi in tuberkulozo. Po prvi svetovni vojni je družina Goschen dobila nazaj gospostvo Šteniče. Prodano je bilo v drugi polovici 20. stoletja.
Eden zadnjih lastnikov Štenič je bil leta 2012 umrli koroški umetnik Carlo Kos iz Ljubljane. Poleg slikarskega dela je bil zbiratelj in restavrator gradov Ehrenhausen, Drasing in Tentschach.